# NGC 6010
NGC 6010 is een spiraalvormig sterrenstelsel in het sterrenbeeld Slang. Het hemelobject werd op 3 mei 1786 ontdekt door de Duits-Britse astronoom William Herschel.

## Synoniemen
- UGC 10081
- MCG 0-40-13
- ZWG 22.48
- PGC 56337